# ابن المؤقت المراكشي
محمد بن محمد بن عبد الله بن مبارك المسفيوي المراكشي المعروف بابن المؤقت (ولد في 1312 هـ/ 1894م، أو 1882م أو 1867م أو 1880 - توفي في 17 صفر 1369هـ، 8 ديسمبر 1949، مقبرة باب أغمات، مراكش.)، وهو عالم موسوعي مغربي كتب في التاريخ والأدب والتصوف والسحر والأوفاق والأدب والحديث والتوقيت إلى غير ذلك، ويعد من أبرز أعلام المفكرين المغاربة في النصف الأول من القرن العشرين، أهله لذلك العدد الكبير من المؤلفات التي صنفها في مختلف العلوم والمعارف والتي ناهزت التسعين مؤلفا، ساعده على ذلك تفرغه الكامل للعلم دون غيره.
كان متصوّفًا مريدًا في الطريقة الناصرية، ثم متصوّفًا متقدّمًا في الطريقة الفتحية، ثم عدل في آخر حياته عن الطريقين، وأعلن استقلاله التام عن كل طريقة، فجرّ عليه موقفه هذا الكثير من المعاناة.
ودعا ابن المؤقت المسؤولين والعلماء لحسم مادة التصوف الطرقي «المنحرف» في المغرب، وضرورة الوقوف في وجه المد الصوفي الطرقي، وقطع دابره، وحسم مادته، لأنه كان يشيع في الناس الأفكار الرجعية، والعقائد البالية، والسلوكات الجانحة، المؤسَّسة على الخرافة، والشعوذة، والجهل، بل كان هو المعرقل الحقيقي للمشروع الإصلاحي لمغرب ما قبل الاستقلال.

## حياته
والده هو محمد بن عبد الله المتوفى سنة 1329هـ /1911م واحد من كبار علماء التوقيت في عصره، وقد أخذ عنه أسرار المهنة وخباياها وهو صغير، وترجم له في كتابه «إظهار المحامد في التعريف بمولانا الوالد»، ومنه ورث لقب «المؤقت» لأن عائلته كانت المخولة بتسيير بيت التوقيت بالجامع اليوسفي بمدينة مراكش. وجدته أم والده هي خديجة بنت المبارك التادلي والتي كانت تصنف من الصالحات، حسب ما رواه عنها، في «السعادة الأبدية في التعريف بمشاهير الحضرة المراكشية»، أنها كانت عظيمة الاستغراق في مشاهدة رسول الإسلام ، يزورها المريدون في خلوتها ويلتمسون منها الدعاء. أخذ عن عدة أشياخ ذكرهم في فهرسته التي سماها العناية الربانية في التعريف بشيوخنا من هذه الحضرة المراكشية.  ووالدته لالة عائشة المصلوحية التي كانت على نفس المستوى من الزهد، روى عنها كذلك في «السعادة الأبدية» أن تغييره للطريقة من الناصرية إلى الفتحية البنانية كان بناء على رؤية والدته لرجلين أحدهما يلبس اللباس الأبيض (فتحي) والآخر لباسا أخضر (ناصري) وطلب منها أن تبيعه ولدها، ففسرت ذلك بانتقاله إلى هذه الطريقة التي سيتدرج فيها إلى أن يصبح المسؤول الأول عن زاوية مراكش الفتحية بحي سيدي عبد العزيز.
تلقى تعليمه الأولي في مراكش بجامعة ابن يوسف، ومن العلماء الذين تمدرس على يدهم  المحدث محمد المدني بن الحسني، وأبي شعيب الدكالي، ومحمد بن عبد السلام السايح، ومحمد بن العربي العلوي. وكون أخيه إبراهيم ملحقا بسفارة المغرب بالقاهرة، مهد له الطريق سنة 1925م للسفر إلى مصر من أجل الدراسة، التي مكث بها نحو ثلاث سنوات. أخذ العلوم على كبار علمائها، وكان شديد الإعجاب بالقاهرة، وجامعتها، وعلمائها، وكان يسمي مصر ببلاد وادي النيل العزيز. وكان كثير التردد على دار الكتب المصرية. كما تتبع ما كان يجري بمصر من حوار حول قضايا علمية، مثل النقاش الدائر بين أنصار رسم المصحف القديم وأنصار كتابة المصحف بالخط العادي، فمال إلى أنصار التجديد، وذكر ذلك في كتابه «الجامعة اليوسفية». ولما عاد إلى المغرب تصدر للتدريس في جامعة ابن يوسف، وأقيم له حفل ترحيب وتهنئة.

### توجهاته الفكرية
كان مخالفا تماما لأعلام عصره من فقهاء ابن يوسف، فهم يتكلمون ويحاضرون ويدرسون ولا يكتبون، بينما ابن المؤقت قليل الكلام والتدريس كثير التقييد والكتابة. فاهتم بجانب لم يهتم به غيره من معاصريه وهو النشر والطبع فكان يرسل كتبه إلى مصر لتطبع بها في ذلك الوقت في مطبعة مصطفى بابي الحلبي، إضافة إلى ما طبع له في المطبعة الحجرية بفاس.

بعد أن انتقل إلى الطريقة الفتحية على يد شيخها فتح الله بناني، كتب في أورادها في مؤلفاته ومدح شيخها من فرط إعجابه به، حتى قال فيه:
وبعدها مال  إلى انتقاد الصوفية وطرقهاومكامن اخطائها وبعض مكامن انحرافاتها، ووصف هذه المرحلة ب«مرحلة الصحو»، وفسر توجهه هذا في سلوك هؤلاء الصوفية إذ أنه خلال بحثه عن المرشدين إلى الصفاء النفسي والروحي لم يجد إلا الأفاكين الساعين إلى جمع الأموال وادعاء المعرفة والصلاح، حسب وصفه. فجرد قلمه لفضح تصرفاتهم، واعتبر هذا النوع جناة على الأمة الإسلامية والمجتمع إما بجهلهم أو جمودهم أو بتلاعبهم بالشرع، واصطيادهم الدنيا بشبكة الدين.
فهاجم المترئسين في الصوفية بما في ذلك طريقته الفتحية البنانية. وقد ورد هذا الهجوم في رحلاته على الخصوص وفي كتابيه أصحاب السفينة والكشف والتبيان. وتطور فكره حتى مال إلى الإصلاح ودعى إلى إلى التنوير، متتبعا آثار محمد عبده وجمال الدين الأفغاني وغيرهم من دعاة الإصلاح، ومتأثرا بكتاب الاعتصام للشاطبي، وظهرت مراجعاته الفكرية هذه في بعض كتبه مثل الجيوش الجرارة، وفتح الكبير المتعالي.
فانتقد أهل عصره، وتصدى لبعض العلماء والأدباء ومنهم أحمد سكيرج، وعبد القادر حسن. وقد حاول أدولف فور أن يفهم هذه الشخصية فلم يفلح فكان يقول عنه: Le curieux Ibn Al mouakit، وهي غرابة سبق أن لاحظها جاك بيرك. وحسب محمد حجي، تتجلى غرابة ابن النؤقت في تشكيلة كتاباته الموزعة بين الكشف عن بدع ومساوئ زمانه، وتلخيص كتب الأحاديث والتفاسير، والتاريخ، وأدب المناقب، والدعوة الإصلاحية، والرحلة، كما تتجلى أيضا في تركيبة كل مؤلف، الجامعة للواقعي والمتخيل، السلفي والإصلاحي، الأدبي والفقهي، السياسي والديني.
وكان ابن المؤقت منقطعا ببيت التوقيت بجامع ابن يوسف لأعمال التوقيت والبحث والصلاة والتأليف. وفي سنة 1935 زار عبد الله الجراري، مراكش، واستقبله ابن المؤقت في بيته بمعية عدد من العلماء، الذين لزموه كذلك، وهم محمد المختار السوسي، وعبد الجليل بلقزيز، وإبراهيم الألغى، ومحمد بن عبد الرزاق الفاسي، وأحمد بن الفاضل، وغيرهم، وكان ذلك في قبة أنيقة بمنزله على الطراز المراكشي بحومة المواسين، ووصف الجراري نفس المكان بقوله: «واستقبلنا في قبة بمنزله عليها رونق وبهجة».
ودارت خلال هذه اللقاءات مناقشات علمية ومساجلات أدبية، منها ما دار بين الجراري وابن عثمان حول الصحف والمجلات في مصر وملاحظة ابن عثمان المراكشي وافتقار المغرب لها، فاقترح إصدار مجلة بمراكش يعرب فيها عما يختلج بداخله، وما يقع من قضايا وأحداث، ولمجابهة أصحاب الدعاوى العريضة، التي ملأت الفضاء وقاحة وجهلا، حسب وصفه. فتم اقترح إصدار أسبوعي، بدل المجلة الشهرية، وإحضار مطبعة حديثة بمبلغ مائة ألف فرنك.

## من مؤلفاته
تمكن ابن المؤقت من تأليف عدد مهم من الكتب، بلغ عددها 89 مؤلفا. 30 مؤلف مخطوط  و42 مؤلف مطبوع،  ومصادر أخرى تقول أن مؤلفاته ضِعف هذا العدد، وبلغت 200 كتاب بين مخطوط ومطبوع حسب وثيقة بخط يده عثر عليها. خاض فيها المؤلف في مختلف العلوم التي عرفها العصر من تفسير وحديث وفقه وأدب وتاريخ وتراجم وكان له اهتمام خاص بكتب التصوف والعقيدة والدعوات الإصلاحية، وعلم الفلك والتوقيت الذي كان يشتغل به. من بينها:
- العناية الربانية في التعريف بشيوخنا من هذه الحضرة المراكشية.
- المعرب عن مشاهير مدن المغرب.
- نزهة الملوك في ترجمة مشاهير الملوك.
- السعادة الأبدية.
- الكشف و البيان عن حال أهل الزمان.
- إرشاد أهل السعادة لسلوك نهج كمل السادة.

### أدب الرحلات
باستثناء الرحلة الجوية التي سافر فيها فعلا من المغرب إلى الديار المقدسة، وتدخل بذلك في إطار الرحلات الحجازية، فإن الرحلات الأخرى متخيلة اتخذها كوسيلة لتمرير خطابه الإصلاحي، تجنبا لصياغة خطاب مباشر قد يطغى عليه أسلوب الوعظ الممل المرفوض. ألف ابن المؤقت أربع رحلات مهمة هي:
- الرحلة المراكشية أو مرآة المساوئ الوقتية، أو السيف المسلول على المعرض عن سنة الرسول صلى الله عليه وسلم،  يبحث فيها البطل عن مكان مثالي تنعدم فيه البدع والضلالات، وتسود فيه تعالم القرآن والسنة. مركزا على مثالب أهل مراكش في مختلف جوانب الحياة الاجتماعية والدينية والاقتصادية. وقد رد أحمد السكيرج على هذا الكتاب بمؤلفه: الحجارة المقتية لكسر مرآة المساوئ الوقتية.[11]
- أصحاب السفينة أو القرن الرابع عشر، ألفها في ذم الزمان ووعظ أهله ودعوتهم إلى العدل والإيمان. وكتبها على شكل رواية ملخصا أن جماعة من الناس يبحرون في سفينة.
- الرحلة الأخروية أو المقالة الباهرة في كشف الغطاء عن أسرار الآخرة، ألفها في البحث عن أحوال القيامة، شرح فيها مجموعة من الآيات القرآنية والأبيات الشعرية.
- الرحلة الحجازية: تنوير الأذهان في ذكر بعض البعض من مفاخر مولانا السلطان، ويقصد السلطان محمد الخامس الذي أرسله للديار المقدسة ضمن وفد الحجاج المغاربة سنة 1360هـ / 1491م. وصف فيها الطائرة التي أقلت الوفد الرسمي للحج والرسالة المحمولة لعاهل السعودية، وجوابه الموجه لملك المغرب.

## وفاته
توفي في سابع عشر صفر الخير عام تسعة و ستين و ثلاثمائة و ألف بمسقط رأسه مراكش.